# Jatropha heynei
Jatropha heynei är en törelväxtart som beskrevs av Nambiyath Puthansurayil Balakrishnan. Jatropha heynei ingår i släktet Jatropha och familjen törelväxter. Inga underarter finns listade i Catalogue of Life.